# Ramsès VI
Ramsès VI (Amonherkhépeshef II Netjerhéqaïounou), est le cinquième pharaon de la XXe dynastie d’Égypte antique vers 1144 à 1136 avant l'ère commune. Il succède à son neveu Ramsès V et précède son fils Ramsès VII. Sous son règne, la situation interne et externe de l'empire égyptien continue à se désagréger malgré la réaction du roi pour conserver le contrôle de la politique face à un pouvoir religieux de plus en plus ambitieux, représenté par les grands prêtres d'Amon.

## Généalogie
Ramsès VI est probablement un fils de Ramsès III, nommé Amonherkhépeshef en tant que prince. En effet, le fait qu'il soit représenté dans la liste des enfants royaux de Ramsès III dans le grand temple funéraire du roi à Médinet Habou est cependant un sérieux indice en faveur d'une filiation directe avec le second pharaon de la XXe dynastie,. Sur ce relief représentant le cortège des fils royaux, le nom de Ramsès Amonherkhépeshef apparaît sous sa forme abrégée encerclée du cartouche royal dans la colonne de hiéroglyphe gravée devant la figure du prince. Cette figure le représente en habit de fête dans un geste d'adoration devant le cartouche de Ramsès III, et doté de la natte de l'enfance qui pend sur le côté de son visage auquel Ramsès VI fera rajouter lors de son accession au trône un uræus et probablement compléter la légende avec son nom royal. Outre le défilé des princes royaux, Amonherkhépeshef Ramsès est représenté à plusieurs reprises dans le temple de Ramsès III, notamment lors de la procession de la fête de Min, ou encore dans la procession des prisonniers à l'issue du conflit avec les Peuples de la mer, où il accompagne son frère Ramsès IV se présentant devant le roi qui assis sur son trône assiste au triomphe de ses armées.[réf. nécessaire]
Ramsès VI a pour mère la reine Iset. Il succède à son neveu Ramsès V. Il a une épouse nommée Noubkheseb, connue uniquement par la mention de leur fille Iset. En plus d'Iset, Ramsès VI est le père du prince Itamon, qui deviendra roi à la mort de Ramsès VI sous le nom de Ramsès VII, ainsi que des princes Panebenkemet et Amonherkhépeshef.

## Règne

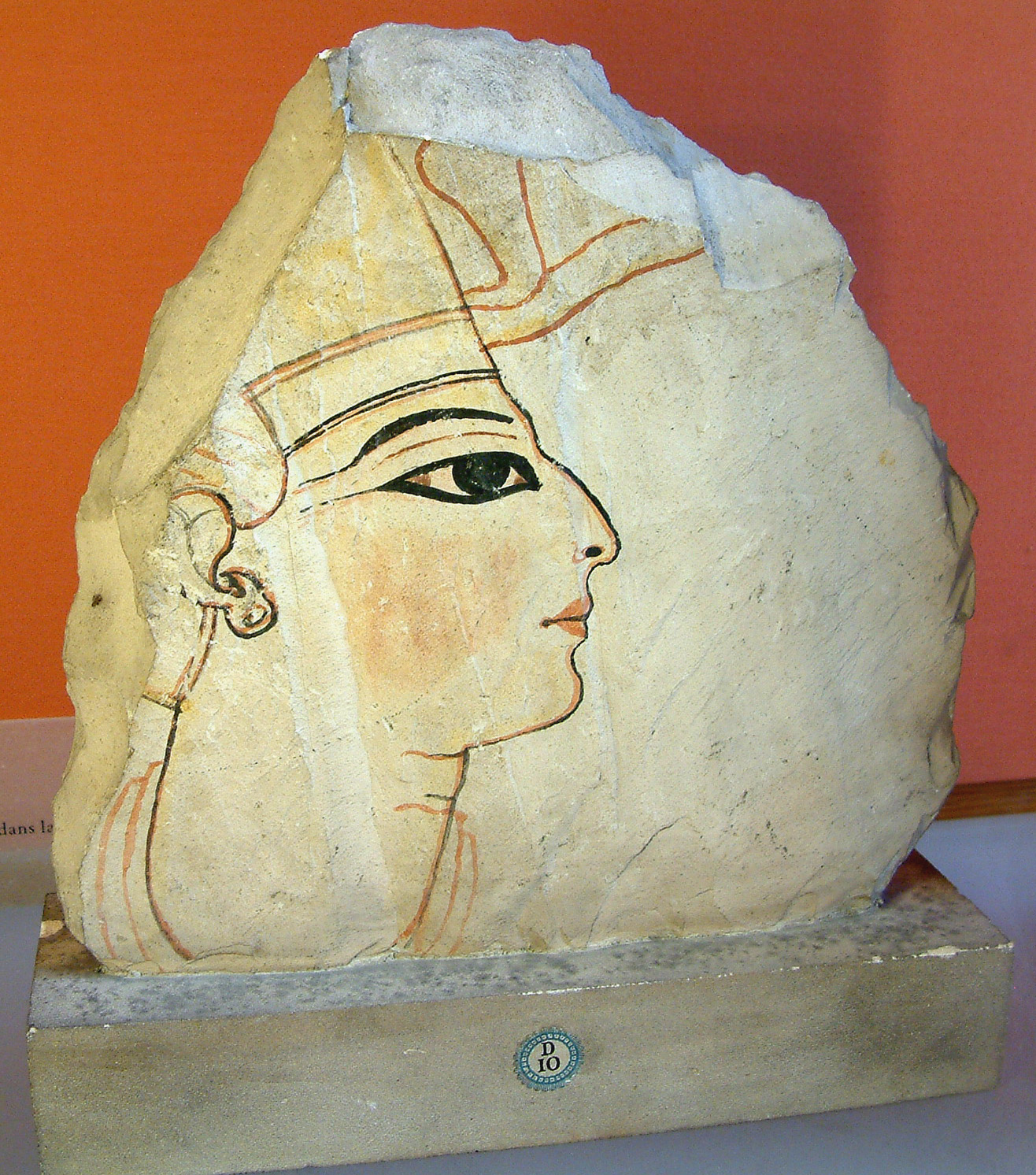
Profil royal, sans doute Ramsès ; peinture anonyme au Musée du Louvre.

De son passé de prince royal, nous connaissons notamment son rôle dans l'armée de Ramsès III où il seconde son frère aîné, en tant que général de la charrerie.
Les circonstances de l'accession au trône de Ramsès VI restent encore inconnues. Ramsès V dont la momie a révélé qu'il souffrait de la variole a pu mourir brutalement des suites de la maladie occasionnant une crise de succession qui favorisa la montée sur le trône de Ramsès VI.

### Début du règne
Cette situation explique sans doute pourquoi Ramsès VI ne procède à l'enterrement de Ramsès V qu'en l'an deux de son règne, fait suffisamment inhabituel pour être relevé, les rites de momifications ne durant que soixante-dix jours et la tradition voulant que le nouveau souverain présidant à l'inhumation de son prédécesseur soit le premier acte officiel du règne.
Ces deux premières années sont en tout cas occupées à ramener l'ordre en Égypte, à la suite des nombreux scandales qui ont éclaté lors du règne de son prédécesseur et surtout en raison des incursions de plus en plus régulières de nomades libyens qui attaquaient et pillaient les villes égyptiennes, allant jusqu'à empêcher de poursuivre les travaux du règne, dont le creusement de la tombe royale dans la vallée des Rois, et menaçant gravement la sécurité de la nécropole dynastique. Pour ce qui concerne les affaires de corruption révélées notamment au temple de Khnoum à Éléphantine nous disposons du compte rendu de l'enquête et des minutes du procès qui ont été menés dans la ville dont le texte est conservé sur le papyrus 1887 de Turin,.
Ramsès qui devait être probablement l'un des principaux généraux de l'armée sous les règnes de Ramsès IV et de Ramsès V, en avait le contrôle et avait donc les moyens de faire rétablir son autorité sur le pays et d'éloigner pour un temps les graves menaces que faisait peser la désagrégation du pouvoir royal face à un pouvoir religieux de plus en plus prégnant.
Il confirme le vizir Néferrenpet dans sa charge et lui confie les affaires thébaines dont la sécurité des ouvriers et artisans qui sont chargés du creusement de la tombe royale dans la vallée des Rois. Il leur intime l'ordre de ne pas sortir des murs du village tant que le danger n'est pas éloigné et les fait dûment escorter par la police royale sur le site de leur travail. Ces ouvriers de la tombe œuvrent à la fois dans la vallée des Reines, où le roi fait creuser la tombe de sa mère la grande épouse royale de Ramsès III, la reine Isis,, et dans la vallée des Rois où il commande une sépulture pour son fils aîné, le prince Amonherkhépeshef.

### Politique étrangère
À l'extérieur la situation internationale n'est guère favorable au maintien des possessions égyptiennes au Moyen-Orient. La Palestine échappe peu à peu au contrôle de Pharaon et la situation internationale, bien que stabilisée après les troubles qui avaient marqué le début de la dynastie, ne serait jamais plus la même. Certains empires autrefois alliés avaient disparu, de nombreuses riches cités commerciales avaient été pillées voire rasées, tandis que de nouveaux empires autrefois contenus par le royaume du Mittani puis le Hatti , voyaient leur puissance croître. Ils se disputeraient bientôt les richesses de la Syrie, du Liban puis de toute la région. L'Égypte ne pouvait alors y opposer une résistance efficace et n'avait plus les moyens d'une diplomatie qui lui aurait permis de jouer encore un rôle prépondérant ou quelque influence décisive. Les liens avec les principales cités qui formaient de véritables petits royaumes est cependant maintenu comme l'atteste la découverte à Megiddo d'une base de statue en bronze de Ramsès VI. Ramsès parvient encore à organiser une expédition dans le Sinaï où il est le dernier ramesside à être attesté. La couronne dispose toujours de moyens pour financer ses projets, son programme de règne.
Au sud la Nubie reste sous le contrôle du fils royal de Koush, Siésis. Depuis Aniba, la capitale de la région, il garde le contrôle d'une vaste zone égyptianisée au nord du Soudan mais n'a probablement pas pu empêcher le sud de la région de reprendre une certaine autonomie.
Les relations entre cette région, conquise et administrée par l'armée, et la couronne sont en revanche attestées pendant cette période grâce au tombeau de Pennout, chef du service des carrières de Ouaouat et surintendant du temple d'Horus de Miam. Ce lieutenant du vice-roi de Koush, s'est fait aménager une tombe richement décorée dans la capitale nubienne et y a fait figurer sur une stèle une lettre personnelle de Ramsès VI qui le remercie d'avoir instauré à son bénéfice le culte d'une statue dans le temple d'Horus. Le texte de cette stèle indique par ailleurs que les institutions royales étaient maintenues. On y apprend notamment que le spéos de Néfertari en Abou Simbel, abritant le culte d'Hathor d'Ibshek, continuait à bénéficier des revenus de propriétés de la grande épouse royale, propriétés situées en Nubie égyptienne. Le roi lui-même y possédait des propriétés dont le revenu lui appartenait. Pour remercier Pennout de cette efficace administration, Ramsès lui fait parvenir deux vases en argent en témoignage de sa reconnaissance, fait notoire que Pennout ne manque pas de préciser sur la stèle de son tombeau,,.

### Programme architectural

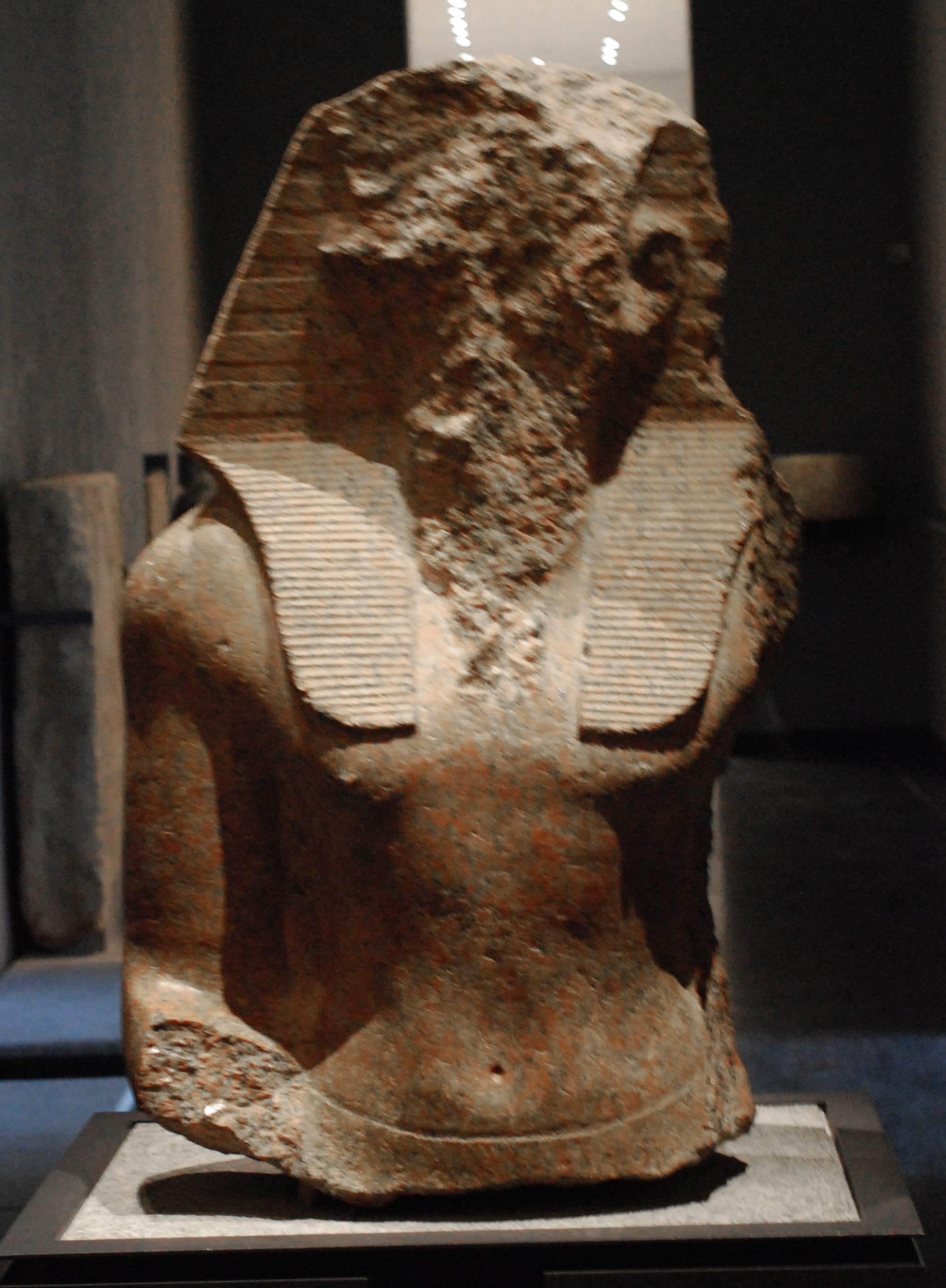
Buste mutilé de Ramsès conservé au Musée des Beaux-Arts de Lyon.

Le programme architectural de Ramsès VI se veut ambitieux. Il déclare avoir rempli toute la terre de grands monuments à son nom. Les vestiges de ce programme architectural sont peu nombreux et nous réduisent à l'heure actuelle à estimer les déclarations du roi comme de pieuses intentions qu'il n'eut pas le loisir de réaliser au cours de son règne. Pourtant les traces de son intervention sont bien attestées depuis le delta du Nil jusqu'en Nubie.
On trouve ainsi son cartouche sur des monuments de Tanis et à Bubastis. Dans le grand temple de Bastet a été mise au jour une statue le représentant, assis en majesté, coiffé du némès sur lequel une couronne aujourd'hui disparue devait être fixée. À Héliopolis il reprend et achève probablement l'édifice commencé par son prédécesseur au nord du grand temple d'Atoum.
À Memphis il fait construire un grand pylône à l'est de l'Hout-ka-Ptah, le temple principal de la ville. Des corniches et architraves en granite, parfois de tailles colossales, représentent les seuls vestiges de ce monument qui dominait la partie orientale du téménos de Ptah, dieu des artisans et seigneur des jubilés. Derrière ce grand pylône, Ramsès a élevé une cour bordée de colonnades sur au moins ses deux côtés latéraux. Le granite a été largement employé dans cet édifice qui devait majestueusement introduire au sanctuaire de la divinité. Disséminés sur le site plusieurs débris de statues inscrites à son nom ont été mis au jour. Leur état ne permet pas de déterminer s'il s'agit d'œuvre du règne ou bien comme d'autres exemples bien connus de cette période de monuments réinscrits au bénéfice du souverain régnant. Au Sérapéum il fait creuser et aménager une nouvelle tombe et y procède à l'enterrement de l'Apis intronisé en l'an 26 du règne de son père Ramsès III.
En Haute-Égypte on trouve son intervention à Coptos à Thèbes. Dans la grande ville du sud, qui reste la capitale religieuse de l'empire et le site de la nécropole dynastique, outre son intervention à Médinet Habou, il fait inscrire son cartouche sur divers monuments. À Louxor il fait ajouter son cartouche aux colonnes de la partie du temple érigée sous le règne d'Amenhotep III. Au temple d'Amon de Karnak il fait graver sa titulature sur les grands obélisques de Thoutmôsis Ier, remplaçant celle déjà rajoutée de Ramsès IV, et poursuit les travaux de décoration du temple de Khonsou interrompus depuis le règne de son frère. Dans le temple de Mout il fait ériger une stèle comportant un hymne dédié à la déesse.
De Karnak proviennent également deux statues du roi trouvées dans la cour de la cachette par Georges Legrain en 1904. L'une d'elles usurpée de Ramsès IV représente le roi coiffé du némès et vêtu du pagne royal, la shendjit, tenant devant lui une statue du dieu Amon posé sur un piédestal,. La seconde d'aspect plus triomphal représente le roi debout dans l'attitude de la marche vêtu de la shendjit et coiffé d'une perruque ronde sur laquelle est fixée la couronne atef. Son bras droit replié sur le torse tient dans la main une hache de guerre tandis que de la main gauche il tient par les cheveux un prisonnier libyen, prostré, les bras ligotés derrière le dos, tandis que le lion apprivoisé du roi passe entre ses jambes,. Le dos de cet ensemble statuaire est soutenu par un pilier dorsal gravé avec la titulature du roi, au sommet duquel est sculpté en ronde bosse un faucon divin qui étend ses ailes d'un geste protecteur vers la couronne atef de Ramsès. Cette statue originale de Ramsès VI représente un résumé tridimensionnel des grandes scènes de batailles figurées sur les murs des temples. Elle a certainement été commandée après l'action victorieuse du roi contre les pillards libyens qui sévissaient dans toute la Haute-Égypte. Elle est conservée et exposée au Musée de Louxor.

### Politique intérieure
Malgré sa volonté affichée de reprendre le contrôle de la situation, Ramsès ne peut toutefois empêcher pendant son règne l'accroissement du pouvoir du grand prêtre d'Amon en Haute-Égypte. Le grand prêtre Ramsèsnakht, déjà en fonction sous le règne de Ramsès IV, contrôle ainsi une large partie du territoire et grève de plus en plus les finances de l'État. Nominalement il agit pour le compte du roi dont il est alors le vizir du sud. Il institutionnalise ce pouvoir religieux, rendant la fonction qu'il occupe héréditaire et plaçant ses proches aux principaux postes du domaine d'Amon. Il s'assure ainsi une mainmise sur une immense fortune constituée de biens fonciers et numéraires, que les taxes et impôts viennent alimenter chaque année au lieu d'emplir les caisses de l'État. C'est probablement pour limiter l'expansion de ce pouvoir que Ramsès nomme sa propre fille, la princesse Iset, comme divine adoratrice d'Amon en présence de la reine-mère Isis, qui devait alors être d'un âge assez avancé.
Cependant le contrôle qu'elle peut exercer sur les affaires religieuses de la Haute-Égypte est encore limité et ne peut finalement pas endiguer la tendance. Dans la seconde partie du règne, les premiers signes d'un essoufflement du pays et de sa puissance apparaissent. L'économie du pays souffre de moyens limités et le pouvoir royal n'a plus les ressources nécessaires pour entretenir les institutions qui dépendent directement de lui. Ainsi le nombre d'ouvriers de Deir el-Médineh est ramené à soixante, alors même que le village en comptait plus du double deux générations plus tôt. L'entretien de l'administration royale grève les finances d'un État qui ne peut plus compter sur le versement de tribut de ses possessions étrangères ou de ses protectorats. Tout au long de la vallée du Nil les troupes de mercenaires s'étaient installées créant ou s'appropriant des cités et des territoires pour leur propre compte. La zone du Fayoum notamment comme une grande partie de la Moyenne-Égypte était ainsi colonisée.
Seul le delta avec ses riches cités portuaires et commerciales, semblait alors encore orienté vers la capitale Pi-Ramsès dans laquelle Ramsès VI laisse des monuments à son nom. Le roi réside probablement entre la capitale dynastique et Memphis, s'éloignant de plus en plus des affaires de la Haute-Égypte. Sous son règne, un taureau Apis est intronisé comme le suggère la découverte d'un vase à son nom dans le tombeau du taureau sacré qui sera enterré sous le règne de Ramsès IX plus d'une vingtaine d'années plus tard.

### La fin du règne
Probablement déjà très âgé à son accession au trône d'Horus, Ramsès ne cherche pas davantage à reprendre l'ascendant sur une situation dont il a hérité et qui ne peut que s'enliser. Il n'en a en tout cas pas le temps, ne régnant que huit années et deux mois.
Le premier Amonherkhépeshef meurt avant son père et est enterré dans une tombe de la vallée des Rois, la KV13. Cette tombe appartenait initialement au chancelier Bay. Elle est usurpée au bénéfice du fils de Ramsès, les reliefs qui la décoraient sont remplacés par des représentations du prince qui est accompagné par ses parents dans le royaume des morts, suivant en cela une tradition iconographique largement employée par Ramsès III. Le sarcophage du prince est également un remploi mais cette fois du sarcophage de la reine Taousert, contemporaine du chancelier spolié de sa tombe par Ramsès.
Ces indices concordent bien avec la réduction des effectifs des artisans de la tombe, et introduisent une pratique qui deviendra courante par la suite de récupération des monuments funéraires anciens au bénéfice d'un pouvoir qui n'a plus les moyens ni le faste de ses prédécesseurs.
À sa mort, Ramsès VI a comme successeur son fils, couronné sous le nom de Ramsès VII.

## Sépulture
Ramsès VI est enterré dans la vallée des Rois, à Thèbes, près du tombeau de Toutânkhamon. Le tombeau KV9 avait été préparée initialement pour Ramsès V, mais à son couronnement Ramsès VI décide de se l'approprier et de poursuivre son creusement et d'achever sa décoration à son nom.
Le repos qu'il y trouva fut de courte durée, la tombe ayant été violée quelques générations plus tard pendant le règne de Ramsès IX puis de Ramsès XI.
La momie de Ramsès VI a été retrouvée en 1898 par Victor Loret dans la cachette royale aménagée dans le tombeau d'Amenhotep II, la KV35. L'examen de la momie a démontré que les nombreuses blessures dont elle a souffert ont été réalisées post-mortem par les pilleurs de tombe qui n'hésitèrent pas à trancher les mains et les pieds du roi afin d'accéder aux bijoux qui les recouvraient.

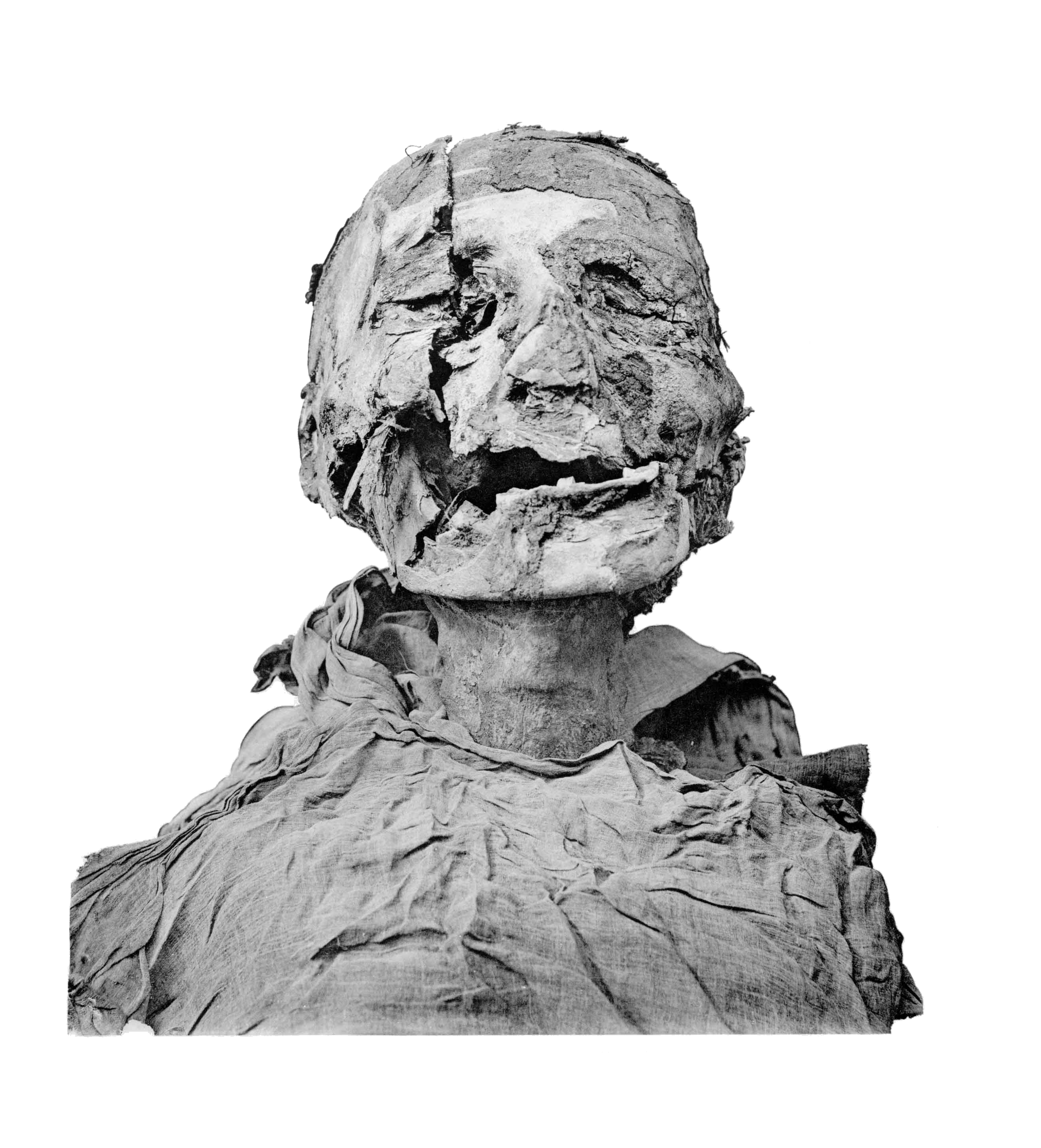
Momie de Ramsès VI.
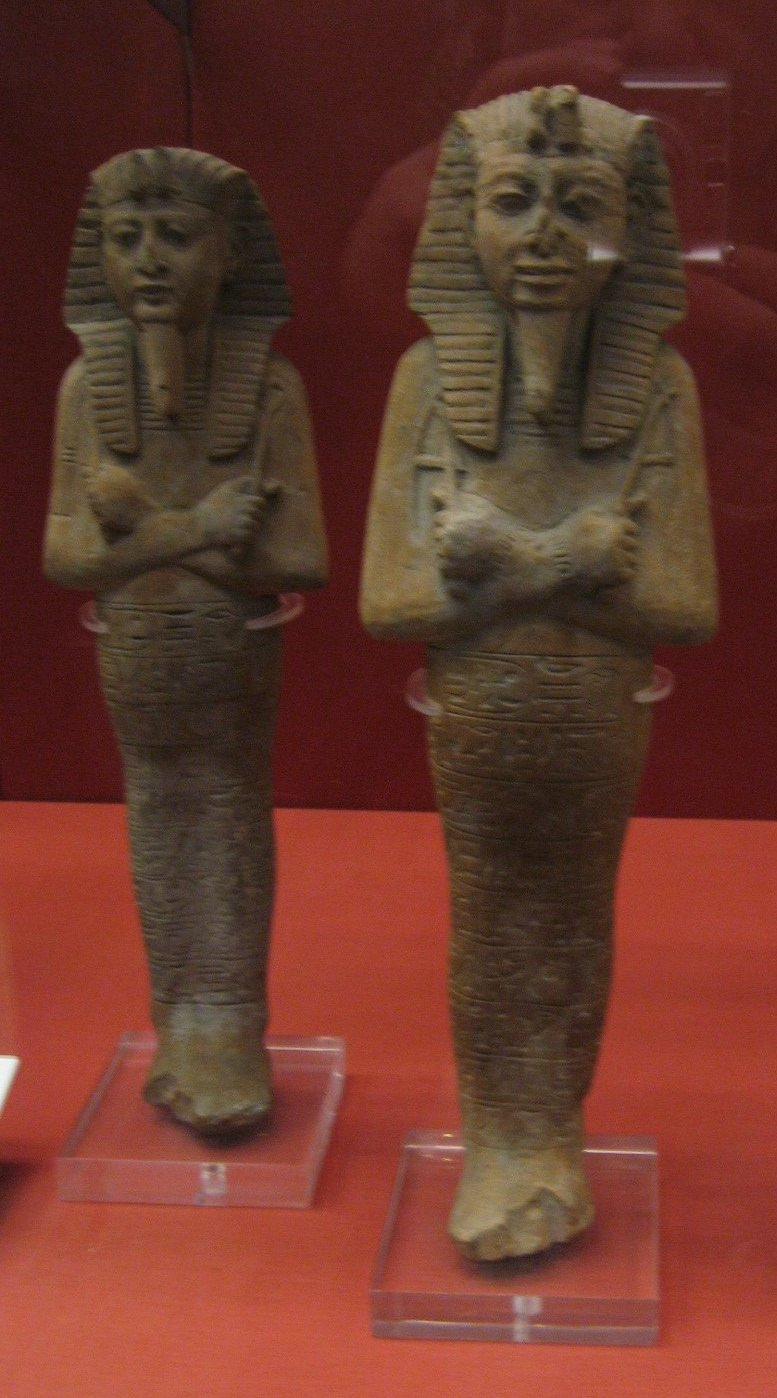
Ouchebti de Ramsès VI conservés au British Museum.
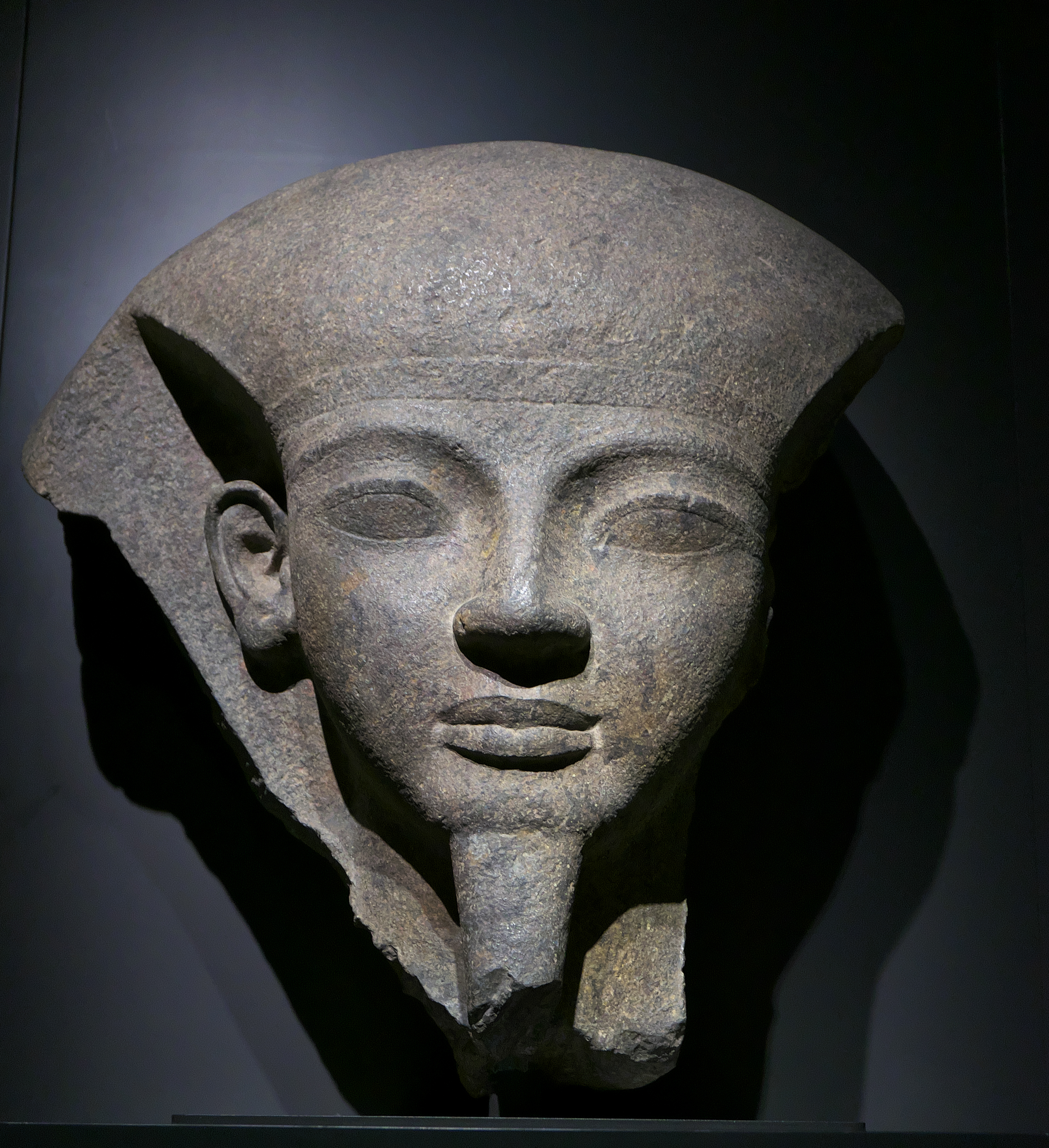
Fragment du sarcophage externe de Ramsès VI. British Museum.